# Un soupçon d'innocence

Un soupçon d'innocence est un téléfilm français réalisé par Olivier Péray et diffusé le 3 juin 2011 sur France 2.

## Synopsis
Marie vit seule avec sa fille de 11 ans, Julie dans une vaste demeure située au milieu d'un pinède près du bord de la Méditerranée. Elle travaille dans une agence immobilière dirigée par sa belle-sœur Florence. Cette dernière critique régulièrement l'éducation que Marie donne à sa fille, qui ne manque pourtant pas d'une imagination débordante, parlant régulièrement d'un certain Boris et d'un certain Gildas que personne n'a vu et dessinant des mangas pour le moins intrigant. Un jour, Florence est retrouvée assassinée dans la maison. Julie s'accuse du meurtre, et refuse de s'expliquer. Sa mère, persuadée de son innocence, se plonge dans les dessins de sa fille.

## Fiche technique
- Scénario : Sylvie Granotier et Olivier Péray
- Adaptation : Les jeudis de Julie de G.J. Arnaud
- Musique : Siegfried Canto
- Dessins : Nicolas Nemiri
- Pays :  France

## Distribution
Sauf indication contraire, les informations mentionnées dans cette section peuvent être confirmées par la base de données cinématographiques IMDb,  présente dans la section « Liens externes ».
- Pascale Arbillot : Marie
- Mélusine Mayance : Julie
- Carole Franck : Florence
- Louis-Do de Lencquesaing : Dominique Roussel
- Victoire Bélézy : Farida
- Paco Boublard : Tony
- Adrien Naisse : Gildas
- Didier Chaix : L'enquêteur
- Olivier Cabassut : le docteur Folin
- Julien Testard : le jeune homme indécis
- Ilian Calaber : Igor
- Julien Joubert : le maître nageur
- William Albors : le gendarme
- Dorothée Caby : La gendarme
- Gilles Matheron : le substitut
- Françoise Sliwka : Janice
- Laurent Dallias : le juge
- Marvyn Palmeri : L'enfant des acheteurs
- Keven Shaw : L'acheteuse
- Stéphane Strano : L'acheteur

## Tournage
Le téléfilm a été tourné en région Occitanie, dans les départements de l'Hérault (au Cap d'Agde, à Marseillan, à Montpellier, à Pézenas et à Saint-Jean-de-Fos) et du Gard (au Grau-du-Roi).

## Récompense
- Festival de la fiction TV de La Rochelle 2010 : Meilleure interprétation féminine pour Pascale Arbillot[2]